# Juri Alexandrowitsch Falik
Juri Alexandrowitsch Falik (russisch Юрий Александрович Фалик; * 30. Juli 1936 in Odessa, Ukraine; † 23. Januar 2009 in Sankt Petersburg) war ein russischer Komponist und Dirigent.
Falik studierte von 1955 bis 1964 am Leningrader Konservatorium und erhielt 1962 den 1. Preis beim Internationalen Cellowettbewerb im Rahmen der VIII. Weltfestspiele in Helsinki. Daneben entstanden bereits Kompositionen, an denen sich neben seinen musikalischen Vorbildern Strawinski, Prokofjew und Schostakowitsch der Einfluss seines Lehrers Arapow zeigte. Die ab 1968 entstandenen Werke werden als gereift und von den Vorbildern gelöst beschrieben.
Falik war Professor am Sankt Petersburger Konservatorium und trat in Russland und dem Ausland als Dirigent auf.

## Werke
- Studienzeit: Fünf Klavierpräludien, Oboenkonzert, Sinfonie für Streicher und Schlagzeug
- 1965: 2. Streichquartett
- 1966: Skomorochi – Konzert für Bläserquintett und Schlagzeug
- 1967: Ballett-Mysterium in einem Akt: Tyll Ulenspiegel (nach Charles de Coster); im gleichen Jahr zu einem einsätzigen, vierteiligen Konzert für Orchester zusammengefasst
- 1968: Oresteia, Choreographische Tragödie
- Inventionen für Vibraphon, Marimbaphon und fünf Tomtoms
- Leichte Sinfonie
- 1971: Violinkonzert
- 1975: 3. Streichquartett
- 1975: Elegische Musik – Zum Gedenken an Igor Strawinski
- 1976: Quartett Nr. 4
- 1977: Sinfonische Etüden
- 1978: Quartett Nr. 5
- 1984: Scapins Streiche, Oper (nach Molière)
- 1993: Sinfonie Nr. 2 Kaddish
- 1996: Messe für Solisten, Chor und Kammerorchester
- 2001: Elegien für Solosopran und Chor a cappella (nach Texten von Achmatowa und Gumiljow)

## Tonträger
- Streichquartett Nr. 3/Elegische Musik/Konzert für Orchester (nach Motiven aus Tyll Ulenspiegel) – Melodia/Eterna 8 27 369, 1980
- Neueinspielungen des Atrium-Quartetts nach 2000